# مايك سبرينغر
مايك سبرينغر (بالإنجليزية: Mike Springer)‏ هو لاعب غولف أمريكي، ولد في 3 نوفمبر 1965 في سان فرانسيسكو في الولايات المتحدة.

## وصلات خارجية
- مايك سبرينغر على موقع رابطة لاعبي الغولف المحترفين (الإنجليزية)
- مايك سبرينغر على موقع رابطة اليابان للاعبي الغولف المحترفين (الإنجليزية)
- مايك سبرينغر على موقع التصنيف العالمي الرسمي للغولف (الإنجليزية)